# Yang Hyun-suk
Yang Hyun-suk (hangul: 양현석; rr: Yang Hyeon-seok; MR: Yang Hyõnsõk; nascido em 9 de janeiro de 1970) é um empresário, cantor e produtor musical sul-coreano. Yang adquiriu proeminência na indústria musical em 1992, ao integrar o grupo masculino Seo Taiji and Boys, onde permaneceu até a sua dissolução em 1996. Ainda durante o ano de 1996, ele fundou a YG Entertainment, uma das maiores empresas de entretenimento e gerenciamento de talentos da Coreia do Sul.
Em 1998, Yang lançou seu primeiro álbum solo auto-intitulado. Ao longo dos anos, ele tem se de dedicado a participar e produzir através da YG, diversos programas de talentos na televisão sul-coreana, atuando como jurado.

## Carreira

### 1992–1996: Seo Taiji and Boys
O Seo Taji and Boys foi formado no início dos anos 1990, quando o cantor Seo Taiji, formou um grupo com os dançarinos e vocalistas de apoio, Yang e Lee Juno. Seo e Yang se conheceram primeiramente, quando Seo procurou Yang para aprender a dançar em 1991, impressionado com sua música, Yang se ofereceu a se juntar ao grupo, que mais tarde recebeu a adição de Lee. Trazendo influências da América como Milli Vanilli, New Kids on the Block e Public Enemy, o trio estreou no show de talentos da MBC em 11 de abril de 1992 com a música Nan Arayo (hangul: "난 알아요", "I Know"), que se tornou um single de grande sucesso, conquistando um recorde de 17 semanas em número 1 nas paradas.
O Seo Taiji and Boys tornou-se um grupo influente na cena musical coreana, apesar de controvérsias envolvendo suas músicas e letras. O grupo se desfez em 1996 com cada um dos integrantes seguindo suas atividades solo.

### 1996–2019: YG Entertainment
Em 1996 com o fim do Seo Taiji and Boys, Yang fundou a YG Entertainment e começou a produzir artistas de hip hop. Um ano depois, a faixa "Gasoline" composta e produzida por ele em parceria com outros produtores, foi gravada pela dupla Jinusean, adquirindo posições nas paradas musicais coreanas e auxiliando na projeção da dupla, que lançou posteriormente seu grande êxito comercial, "Tell Me". Ao longo do tempo, outros artistas notáveis foram sendo lançados sob a YG, que inclui 1TYM, Gummy, Seven entre outros. Em abril de 1998, Yang lançou seu primeiro álbum de estúdio auto-intitulado. Mais tarde, a YG também passou a lançar artistas que conquistaram sucesso internacional tendo como destaque Big Bang, 2NE1, Winner, Ikon e Blackpink, além de se tornar uma das 3 maiores de seu ramo no país.
Em 2011, Yang se tornou jurado do programa de talentos K-Pop Star da SBS representando a YG. Junto com representantes de outras duas grandes agências de entretenimento do país. O intuito do programa é a de encontrar a próxima estrela em potencial de K-pop.
Em 14 de junho de 2019, Yang anunciou seus planos de deixar todas as suas posições na YG, bem como seu irmão Yang Min-suk, que retirou-se da posição de CEO, devido a controvérsias e outras alegações, que incluíram a acusação de jogos em cassinos nos Estados Unidos.

## Vida pessoal
Em março de 2010, Yang revelou que namorava a ex-membro do grupo feminino Swi.T, chamada Lee Eun-joo, por nove anos. Eles se casaram no mesmo ano. Yang e Lee possuem dois filhos juntos, uma menina nascida em agosto de 2010 e um menino nascido em 2012.

## Discografia

### Álbuns de estúdio
- Yang Hyun-Suk (1998)

## Filmografia

### Programas de variedades
| Ano  | Programa                  | Função    | Notas                 | Ref.   |
| ---- | ------------------------- | --------- | --------------------- | ------ |
| 2009 | Superstar K               | Ele mesmo | 1° temporada, Jurado  | [ 14 ] |
| 2011 | K-pop Star 1              | Ele mesmo | Jurado para YG        | [ 15 ] |
| 2012 | K-pop Star 2              | Ele mesmo | Jurado para YG        | [ 16 ] |
| 2013 | K-pop Star 3              | Ele mesmo | Jurado para YG        | [ 17 ] |
| 2013 | Win: Who is Next?         | Ele mesmo | YG CEO, Diretor       |        |
| 2014 | Mix & Match               | Ele mesmo | YG CEO, Diretor       |        |
| 2014 | K-pop Star 4              | Ele mesmo | Jurado para YG        |        |
| 2015 | K-pop Star 5              | Ele mesmo | Jurado para YG        |        |
| 2017 | Mix Nine                  | Ele mesmo | Jurado                | [ 18 ] |
| 2018 | YG Future Strategy Office | Ele mesmo | Personagem recorrente |        |
| 2018 | YG Treasure Box           | Ele mesmo | Jurado                |        |